# Sa・Ga2 秘宝伝説
『Sa・Ga2 秘宝伝説』（サ・ガ ツー ひほうでんせつ）は、1990年（平成2年）12月14日にスクウェア（現スクウェア・エニックス）からゲームボーイ（以下、GB）用ソフトとして発売されたコンピュータRPG。サガシリーズ第2作。北米版のタイトルは『Final Fantasy Legend II』（ファイナル・ファンタジー・レジェンド・ツー）であり、ファイナルファンタジーシリーズ外伝の扱いになっている。
ワンダースワンカラーや携帯電話アプリにてリメイクされた前作『魔界塔士Sa・Ga』（1989年）と異なり、長らくリメイクされていなかったが、2009年9月17日にニンテンドーDSでリメイク版『サガ2秘宝伝説 GODDESS OF DESTINY』（サガツー ひほうでんせつ ゴッデス・オブ・デスティニー）が発売された。2020年12月15日に発売されたNintendo Switch用ソフト『Sa・Ga COLLECTION』にはゲームボーイ版の完全移植版が前作、次作と併せて収録されている。

## 概要
前作『魔界塔士Sa・Ga』の特徴だった経験値によらない成長を採用したシステムを踏襲し、一部改良されている。プレイヤーキャラクターは「人間」「エスパー」「モンスター」に加えて新登場の「メカ」を含めた4種族に増加し、それぞれの個性も一層豊かになった。ほとんどの武器に使用回数が設けられているシステムも引き続き採用されている。
独特のシステムに磨きをかける一方、重要な会話やイベントが自動的に記憶されるメモ機能や、冒険をサポートしてくれるNPCなど、初心者でもゲームに入り込みやすい配慮が加えられた。
本作は低年齢層を意識し、キャラクターデザインは前作に比べてコミカルなものになっており、ストーリー展開も分かりやすい勧善懲悪となっている。
ゲーム発売時は、当時のGBソフトの外箱とは規格の異なる大きなサイズの外箱でパッケージングされていた。このサイズが選ばれた理由は「目立ちたかったから」とのことである。この件について、開発者の一人である田中弘道はDS版発表時に、自由な時代だったので色々と試していたのではないかと振り返っている。

## ゲーム内容

### 種族と成長
ゲーム開始時に、主人公と仲間の種族を選択する。種族は、人間・エスパー・メカ・モンスターの4種類であり、どの種族を選択してもストーリーに変化はない。前作とは違い、主人公と仲間に能力の差は無く、仲間を途中で入れ替えできなくなっている。また、必ず4人パーティーを組まなければならず、1人旅などの3人以下でパーティーを組むことはできない。
成長
人間・エスパーは、戦闘を重ねることで自身のステータスを上昇させることができる。
力・素早さ・魔力・防御の全ステータスを成長させることができ、どのステータスが上がるかは使用した武器・防具で決定する（例えば、威力が力に依存する武器を使用すると力が上がる）。HPは戦い方を問わず成長し、相手が強い敵であるほど成長しやすい。
ステータスを上げる成長アイテムは今作も引き続き登場しているが、非売品の上に入手できる数が限られる。成長アイテムは今作はエスパーも使用できるようになった。
また、メカ・モンスターは戦闘ではステータスは上昇しない。
人間
前作とは違い、戦闘を介してステータスが成長するようになった。成長における人間の特徴として、HP・力・素早さは上がりやすく、防御は極端に上がりにくい。このことから武器の使用に長けた種族であると言える。
アイテムを8個まで装備できるが、特殊能力は使用できない。
エスパー
人間に近い特徴を持ち、戦闘を重ねることで成長する点は前作と同じだが、どのステータスが上がるかは戦い方で決定する（人間の成長と同様）。成長におけるエスパーの特徴として、魔力・防御が上がりやすく、力は極端に上がりにくい。このことから、魔法攻撃や回復に長けた種族であると言える。
8つのアイテム装備欄のうち1-4つを特殊能力欄として使用でき、特殊能力を覚えることができる。前作では特殊能力欄を必ず4個を占有していたが、今作では1-4個までに調整でき、古い特殊能力を忘れて新しい特殊能力を習得する場合も入れ替わる箇所は必ず特殊能力欄の一番下のものになり、育成のコーディネイトがしやすくなっている。特殊能力の覚え方も前作同様に戦闘後の突然変異での習得だが、今作は敵が強いほど上位の特殊能力を習得できるようになった。前作と同様に特殊能力の使用回数は、モンスターの特殊能力と同様に宿屋・コテージ・エリクサーで回復できる。
メカ
戦闘では成長しないが、アイテムを装備することでステータスが上昇する。また、装備品に伴うステータスの上昇値は人間・エスパーとは異なる値が適用される。ただし魔力だけは上昇せず、秘宝「魔力のマギ」を装備するしかない。特殊能力は機械種族の特性である「○マヒ/どく」以外は習得できない。また、人間・エスパーとは異なり防具は同じ部位の物を複数装備できる。アイテムの装備時は使用回数の残りが半減し、外す際にさらに半減するが、装備中のアイテムは使用回数が0になっても消滅せず、特殊能力と同様に宿屋などで使用回数を回復できる（上限は本来の最大値の半分）。技に分類される武器・使用回数が無限の武器は、付け外しや宿泊などでも使用回数が変動しない。また、弓や銃に分類される武器で攻撃するとダメージが増加する。装備品の脱着でHPを回復することもできる。全種族の中でも攻撃面では一強と呼べる強さであり、ゲーム関連の書籍に取り上げられている。
モンスター
戦闘では成長しないが、敵を撃破した時に落とす肉を食べて別のモンスターに変身することで成長する。変身後にどのモンスターになるかは一定の法則があり、変身前より強くなることも逆に弱くなることもある。変身後のステータスや特殊能力は、敵として出現する同名のモンスターと同じである。この食肉で変身することでのみ出現する味方専用のモンスターもいる。秘宝以外のアイテムは全く装備できず、個体ごとにそれぞれ持っている特殊能力で戦う。特殊能力の使用回数は、エスパー同様の方法で回復できる。
例外として、「だいあくま」はアイテムを標準装備しており、「アンサラー」などの持つ特殊能力「カウンター」はバグでアイテム扱いになっているため、共に取り外しは可能である。ただし外せても再装備は不可能で、そのまま宿屋に泊まるとハングアップするバグがある（取り外してから他のモンスターに変身させればハングアップは起きない）。
Sa・Ga COLLECTIONでは、「ねずみおやじ」「ねこおんな」など、一部のモンスターの名前が変更されている。

### パラメータ
本作に登場するパラメータは以下のとおりである。
前作と同様に、攻撃や回復の効果は、ステータスと武器の性能を乗算する形で算出されるため、強力な武器を使用してもステータスが低いとその性能を活かし切れない。
HP
耐久力であり、ダメージを受けると減り、アイテムや魔法などで回復する。0になると気絶して行動不可能になるが、戦闘が終了するとHP1で復帰する。減少した数値分が、そのまま宿屋の宿泊料金になる。
ちから（力）
白兵戦用武器の多くを使用した時のダメージに関わる。また、銃を使用した時の命中率に関わる。
ぼうぎょ（防御）
敵からの武器や格闘などの、いわゆる物理攻撃を受けた時のダメージを軽減する。
すばやさ（素早さ）
敵より先に行動できる確率や敵からの物理攻撃の回避率、一部の白兵戦用武器を使用した時のダメージ・白兵戦武器や弓の命中率に関わる。
まりょく（魔力）
魔法攻撃や魔法での回復による効果を高めるほか、敵から魔法攻撃を受けた時のダメージを軽減する。

### アイテム

#### 武器
攻撃用の装備で、装備欄の許す限り幾つでも装備可能。メカが装備するとステータスが上昇する武器は、人間やエスパーが使うとそのステータスが成長していく。ただし、魔力が成長する武器はメカの魔力を上げられない。
白兵戦用武器
剣、斧など様々なバリエーションがある。基本的に対象は敵1体で、「力」「素早さ」「魔力」のどのステータスに威力が依存するかは武器によって異なる。
力依存
敵の弱点属性を突くと一撃で倒せることがある属性武器や、使用回数無限のエクスカリバーなど。中には素早さを成長させる鞭類、魔力や防御を成長させる武器もある。エクスカリバーとグングニルの槍は、敵の反撃能力を無効化し、力が無くても一定水準のダメージを与えるなど、火器に近い特徴も持つ。
素早さ依存
レイピアなどの小剣類。
魔力依存
魔力を持ったサイコダガーなどの特殊な刀剣類や銃器など。

弓、銃
誰が使っても基本的な銃の性能によって一定水準の威力をもたらす。命中率は弓が素早さ・銃が力に関係し、敵の反撃能力を無効化する。弓矢からマグナムまで様々。
火器
誰が使っても基本的な性能によって一定水準の威力をもたらす。確実に命中し、敵の回避・反撃能力を無効化する。サブマシンガンからバルカン砲まで規模は様々。
兵器
誰が使っても基本的な性能によって一定水準の威力をもたらす。火器の特徴に加えて、対象の防御力を無視し、そのうえ属性が一切ないため、いかなる手段を用いても軽減させることすらできない。全体を攻撃するものも多い。ビームライフルから戦車であるレオパルド2、核爆弾まで幅広い。
技
パンチ、キック、地獄車など。人間やエスパーに使わせると、残り使用回数が少なくなればなるほど威力が上がる。
魔法の本、杖
アイテムに封じられた魔法を解放して放つ武器。威力は魔力に依存し、魔法書はほとんどが敵1グループを、杖は敵全体を攻撃する。ほとんどは属性を持っており、敵の弱点を突けば大きなダメージを与えられるが、耐性を持つ属性の魔法は効かない。
その他の武器
受けたダメージを倍返しする「うらみのつるぎ」や一撃で敵を倒す「チェーンソー」などの特殊な物、ダメージ以外の特殊な効果を持つ物、素早さを上げる「かそくそうち」、メカが装備した時だけ戦闘中に HP が自動回復する「じこしゅうふく」など。

#### 防具
防御用の装備で、原則1種類につき1つまで装備可能（メカは装備欄の許す限り幾つでも装備可能）。装備するだけで効果を発揮し、原則使用はできないため、使用回数に制限は無い。基本的に防御の値を上げるが、それ以外を補強できる防具もある（メカはどれも防御力のみ）。
盾
唯一戦闘中に使用できる防具。装備欄の許す限り幾つでも装備でき、原則使用回数制。使用すると防御体勢を取り、物理攻撃のダメージを半減する上に回避しやすくなるほか、バリアを張って特定の属性を防ぐ盾もある。メカ以外は装備するだけでは防御が上がらないが、人間やエスパーは使うことで防御が成長していく。
鎧
胴体用防具。装備品で補う防御力の中で最も多くのウェイトを占める。
兜
頭用防具。鎧の次に手に入りやすく、強力な耐性を有するものもある。
小手
腕用防具。種類はやや少ないが、比較的安価で手に入る。
靴
足用防具。かなり種類が少ないが、いずれも特定のステータスを補強する。
全身鎧
鎧、兜、小手、靴がセットになった防具。盾以外の防具とは同時に装備できないが（メカは例外）、非常に高い防御力を有する。

#### その他のアイテム
HP回復アイテム
ポーションなどの定量回復アイテムおよび、「ケアルの書」などの魔法の本、全員を回復する「いやしの杖」といった魔力に回復量が依存するものがある。装備することで戦闘中にも使用可能。
状態異常回復アイテム
毒やマヒ、呪いなどの異常を回復する。前作と違って戦闘不能になっても戦闘終了後にHP1で復活するため、蘇生アイテムは無い。
成長用アイテム
人間、エスパー種族を成長させるためのアイテム。前作と違って非売品。
イベントアイテム
ストーリーに関わるアイテム。
移動中に使用するアイテム
訪れた世界にテレポートできる「ドア」、宿屋に泊まった時と同じ回復効果のある「コテージ」など。戦闘中には使えない。

### 特殊能力
主にエスパー、モンスターの種族が持つ特殊な攻撃方法。各種武器と似た特徴を持ち、使用回数が切れても消滅せず宿屋で回復する。攻撃以外にも補助や回復に役立つもの、装備品にない特徴を有する能力などもある。アイテムと違って取り外せない。
単体攻撃系
「きば」「しっぽ」「2つのハサミ」などモンスターが使用する物理攻撃がほとんど。敵のHPを吸収する「とかす」「ドレインタッチ」や、全ての敵の弱点を突く「クリティカル」といったものもある。
複数攻撃系
1グループ攻撃の属性魔法「ファイア」「ブリザド」などや、全体属性攻撃「いなづま」「どくぎり」は使用回数が多く、威力は中程度。ほかにも全体無属性攻撃があるが、「サイコブラスト」以外使用回数が少ない。また自分を犠牲にして敵を全滅させる「じばく」など特殊な攻撃もある。
回復系
味方1人のHPを回復させる「ケアル」、全体回復の「せいめいのしずく」など。
反撃系
魔法攻撃を跳ね返す「サイコミラー」や、物理攻撃を受けると反撃する「さわるとやけど」「さわるとどく」「さわるとせきか」などがある。
能力変化系
敵グループのステータスを下げる「あくしゅう」「でんげき」や、自身のステータスを上げる「かげぶんしん」など。
補助特性
敵に先制攻撃を仕掛ける「ふいうち」、敵からの不意打ちを防ぐ「けいかい」、戦闘中に毎ターンHPが回復する「さいせい」など。所持しているだけで効果を発揮する。
耐性
炎魔法を防ぐ「○ほのお」や物理攻撃を半減する「○ぶき」などがある。毒と石化以外全てを防ぐ「○マヒ」や、無属性以外の全属性と異常に強くなる「○すべて」など多くの攻撃に抵抗力を持つ耐性も存在する。所持しているだけで効果を発揮する。
弱点
冷気に弱い「×れいき」などがあり、防御力が役に立たなくなるばかりか、弱点の物理攻撃を受けると一撃で倒されてしまう場合がある。所持しているだけで効果を発揮する。
その他の特殊能力
訪れた世界に瞬間移動できる「テレポート」、敵から所持金をくすねる「ぬすむ」などがある。

### 秘宝
古き神々の遺産で、物語の進行に重要なアイテムである。装備は「ひほう」コマンドで行い、1人1種類しか装備できない。アイテムを装備できないモンスター種族でも装備できるため、能力値・攻撃手段が固定であるはずのモンスター種族を、シリーズで初めて（少々ながらも）カスタマイズ可能になった。

#### マギ
力を補強する「ちからのマギ」や魔力を補強する「まりょくのマギ」などのステータスを補強する類と、魔力を補強してなおかつ属性に耐性を得る「ほのおのマギ」「どくのマギ」などの魔力+耐性強化類に分かれる。魔力を補強するマギはメカに対しても有効。ただし、いずれもステータス画面の数値には現れない。「いなづまのマギ」と「こおりのマギ」は初期版のロットのみ効果が入れ替わっている。唯一、1種類あたり複数を入手可能であり、同じ種類なら全てまとめて装備することになる（個数が多いほどパラメータ補強も強くなる）。

#### 装備品
物理攻撃を100%回避し、味方全体に様々な耐性を付与する「イージスのたて」や、使用者・対象の能力値に関わらず一定ダメージを与える「マサムネ」、一度だけ味方全体のHPとステータス異常（戦闘不能含む）を全回復する「めがみのしんぞう」がある。使用回数がある場合は宿屋などで回復可能。装備すると戦闘中は9つ目の装備欄に表示される。それぞれ1種類1個。

#### その他の秘宝
現在いる世界に残っている秘宝の数を表示する「せいれいのかがみ」、テレポート・ドアと同じように別世界間の移動が可能な「てんしのつばさ」、目視できない環境での地形を映しだす「しんじつのめ」などがある。それぞれ1種類1個。

### メモ
物語を進める内での重要なヒントがカテゴリ別に付記されるもの。迷った時の冒険のヒントとなる。

### その他
前作と同様、各キャラのステータスの上限は表示上99（HPは999）が最大だが、装備や能力上昇アイテムを使用することで実際は100以上（最大255、HPも1000以上）にすることが可能。加えて、前作と異なる点として戦闘中の能力値変化でも能力値を100以上にすることも可能で、戦いの幅が広がっている（例えば戦闘中に加速装置を使用し素早さを上げ、素早さ依存の武器を使うと桁違いのダメージとなる）。
前作同様、隊列はメニュー画面で変更が可能。システムは変わっておらず、「上」に配置したキャラクターほど敵の攻撃を受けやすい。移動中は最前衛（一番上）のプレイヤーキャラクターのみが表示される。ただし、最前衛のキャラクターが石化している場合は次の（石化していない）キャラクターに表示が切り替わる。
前作では戦闘のメッセージにおいて「○○は××につよく なにもおきなかった」と耐性のある魔法の無効の状況が表示されていたが、本作ではそれに加えて「○○は××によわい」「××のじゃくてんをこうげき」と弱点にもメッセージが表示されるようになった。ただし通常のメッセージスピードの変更は不可能になった（Aボタンでの早送りは可能）。
前作では肉とお金しか落とさなかったが、倒した敵がアイテムを落とすシステムが追加された。本作では、装備品を身に付けている敵がその装備品を直接落とすシステムになっている。したがって、侍や人型メカなどの、人間、メカ系の敵（アイテムで攻撃してくる敵）は、前作では肉を落とさないため倒しても所持金以外の報酬がなかったが、本作では肉こそ落とさないがドロップアイテムを狙えるようになった（肉とアイテムを落とすモンスターは、どちらか一方しか落とさない）。
なおモンスターの顔ぶれは、前作のものをベースに、「馬」「茸」「翼竜」「ウイルス」など若干数の新系統を追加している（デザインはいずれも変更されている）。1系統あたりの数は、味方専用の最高レベルのモンスターを含めて原則的に各5種類（前作は各6種類）。
また、敵キャラクターの出現数が非常に多いのも特徴。前作では3グループに合計10体まで（それもごく一部の場所限定）だった敵パーティが、本作ではグループ数こそ3グループが限界である点は変わりないものの、1グループあたり5 - 8体程度出現することも珍しくなく、味方パーティの数倍の敵を相手に戦闘をする場面が頻繁に存在する。それに加え、前作では敵1体当たりの所持金が多めに設定されていたが、本作では敵の所持金が比較的少なめになったため、多くの敵をできるだけコストを抑えて倒す戦法が求められる。その代わり、1グループ当たりの敵の数が多ければ、所持金はグループ内の出現数に応じて割増されるため、資金稼ぎの意味でも一度に多数の敵との戦闘が必然的に要求されることになる。
ステータス異常を与える攻撃を仕掛けた際には、前作では1体ごとに判定していたものが、本作では1グループ単位で成否が判定され、成功するとグループ内の全ての敵に効果が出る反面、失敗するとその敵グループは1体もステータス異常に冒すことができない。
敵とのエンカウントが歩数に依存しているため、見た目はランダムエンカウントに見えるが、実際はランダム性はないため、セーブおよびリセットを繰り返したとしてもエンカウントを避けることは不可能になっている。

## 設定

### ストーリー
世界を創造したという古き神々の遺産は、77個の秘宝として残されている。そして、全ての秘宝を一つに合わせたとき、計り知れない力が蘇るという。この秘宝をめぐって多くの者が争った。秘宝を手にした者の中には、その強大な力を利用して自ら新しい神と名乗る者も現れた。そんな時代、主人公の父は、幼い主人公に秘宝の一つを預け、誰にも渡してはいけないと言い残して旅に出た。
時は流れ、成長した主人公は、帰らぬ父を捜すために旅立つ決意をする。母や先生に別れを告げ、学校の同級生3人と共に旅立った。

### 世界設定
それぞれの世界には閉鎖された世界がいくつも存在している。和洋、中世、未来など多様な9つの世界のひとつで主人公たちは生まれ育った。神秘の力によって封印されている天の柱と呼ばれる道だけが各世界を繋いでいる。
第1世界
主人公達が住んでいる最初の世界。人々を癒す神官カイが住むイシスの神殿や古き神々の遺跡、この世界を脅かすアシュラの基地がある。
第2世界
主人公たちの故郷を脅かす新しき神の1人・アシュラが支配する砂漠の世界。フィールドの大部分で激しい砂嵐が吹き荒れており、視界が悪いだけでなく移動も難しい。
第3世界
巨人の世界。巨人たちが暮らしていたといわれているが、今は彼らの姿は無く、巨人の屋敷であったと思われる巨大な遺跡だけが残されている。
第4世界
新しき神の1人・アポロンが支配する世界。海・山・平原が豊かに広がっている。3つのダンジョンに秘宝が隠されている。
第5世界
ガーディアンの世界。フィールドがそのまま町になっている。一見ただの町だが、秘宝を悪の手から守るガーディアンの秘密基地が存在する。
第6世界
新しき神の1人・ビーナスが支配する世界。ビーナスの価値観において美しい者だけが高い壁に囲まれた大都会に住み、醜い者たちは追放されジャングルの中の村に住んでいる。
第7世界
大江戸。江戸城を中心とする純和風の世界。新しき神になろうと企む大御所の陰謀が渦巻く。
第8世界
新しき神の1人・オーディンが住むバルハラ宮殿がある、雲の上の世界。
第9世界
最後の世界。最後の秘宝が守られているダンジョンや、天界の中枢・中央神殿へと続く最後の天の柱がそびえ立つ。
小世界
リンをさらった悪党たちの拠点、アポロン主催のレース開催地となる競技場、強力なアイテムが大量に眠るいじわるなダンジョンの3つが存在する。
天界
天上の世界。かつては古き神々が住み下界を統治していたが、今は無人となっている。天界の真中には世界を支える中央神殿がそびえ立つ。
天の柱
天界と各世界を結ぶ巨大な柱。天の柱を登り天界を通り抜けることで他の世界に移動できる。一定数の秘宝を集めることで次の世界への扉が開く。
非常階段
中央神殿から世界の最深部へと通じる非常階段。戦闘では一部の敵を除いて絶対に逃げられない。

## 登場人物
リメイク版の登場人物はサガ2秘宝伝説 GODDESS OF DESTINY#登場キャラクターを参照。

### プレイヤーキャラクター
主人公とその同級生3名。詳細は#種族と成長を参照。

### ノンプレイヤーキャラクター
ノンプレイヤーキャラクター(NPC)は、シナリオ展開に応じて一時的に主人公たちのパーティーに加わり、共に戦う人物。種族は人間かモンスターのどちらかである。最初からある程度の強さを持っている代わりに、#種族と成長や#その他のアイテムで述べた成長用アイテムを使わない限り成長はしない。種族が人間で装備欄に空きがあればアイテムを追加装備できるが、一度装備すると外せなくなる。戦闘以外にも、Bボタンで会話することが可能で、ストーリーの進行によって会話内容が変化する。会話での発言が重要なアドバイスになっていることもある。
せんせい（先生）
種族はモンスター。イラストでは一つ目で黄色いのっぺりとした体の人型の姿をしている。主人公たちの学校の先生で、最初に仲間になるNPC。話しかけると基本的なアドバイスをしてくれる。フィールド上では前作のスライム系、目玉系モンスターと同じ姿だが、リメイク版では種族が正式にスーパースライム（スライム系モンスター）であるとされた。
カイ
人間の女性。イシスの神殿に住む神官で、訪れる者の傷を癒す。アシュラの基地に潜入するときのみ仲間になる。傷を癒す力の源は、生まれた時から体内に持っていた秘宝によるものであり、後にアシュラに狙われることになる。
ふくめん（覆面）
人間の男性。名前どおり覆面をつけた謎の人物。ガーディアンのスパイとしてアシュラの塔に潜入していた。イメージイラストは、覆面以外はちちおやと全く同じであり、それはDS版でも踏襲されている。
リン
人間の女性。父親が行方不明となり、病気の母親と暮らしている少女。劇中では2回仲間になる。
ちちおや（父親）
人間の男性。旅に出たまま行方不明になった主人公の父親。ガーディアンという秘宝を守る組織の幹部であり、関係者からは「大佐」と呼ばれる。劇中では3回出会い、そのうちの2回は仲間として共に行動する。イメージイラストからもそれはうかがえるが、ゲーム中では聖杯・聖櫃や4つのクリスタルを守ってきたと語られている。小世界1で死亡したと思われたが第9世界で生還し主人公の前に現れる。中央神殿での自爆するアポロンから主人公を庇い致命傷を負うが、全ての秘宝を使った事で出現した女神の力でまたも生還する。前作にも4つのクリスタルが登場したものの、関連性は不明。ファンの間では前作の魔界塔士Sa・Gaの「にんげんおとこ」ではないかと言われている。
おたま（お玉）
人間の女性。第7世界で、殺された自分の父の跡を継いで岡っ引をしており、父の仇である越後屋を追っている。
ローニン
人間の男性。元岡山藩士の浪人。第7世界で寺子屋を開いている。ガーディアンの一員で、江戸の事件の黒幕が判明したとき、その素性を明かしてパーティーに加わる。やや不器用ながらもお玉に思いを寄せている。
めがみ（女神）
世界を創造した古き神々の一人。種族はモンスターとして扱われる。終盤のイベント以降パーティーに加わる最後のNPC。

### 新しき神
秘宝を手にして強大な力を得たことで、人々に「新しき神」と呼ばれるようになった者たち。
アシュラ
第2世界を支配する新しき神。元はゴブリンだったが、秘宝の力で3つの頭と4本の腕を持つモンスターに進化した。他の世界も征服して唯一神になろうとしており、第1世界を侵略している。
アポロン
第4世界を支配する新しき神。外見は白いスーツを着たロングヘアーが特徴の美青年。最初は主人公らに協力的で、第4世界に散らばった秘宝の情報を提供してくれる。実は主人公に秘宝を集めさせて強奪することを目論んでおり、以後の世界にて数回主人公と接触した末に、第9世界で主人公から秘宝を全て強奪する。のちに中央神殿で戦うことになり、最初は喋るのみで攻撃を仕掛けてこないが、数ターン後に秘宝の力で神鳥ガルーダのような姿に変身、フレアやマサムネなどの強力な攻撃を駆使してくる。しかし、ガーディアンが1個の情報を隠蔽していたことから秘宝が不完全だったために体が崩壊し、最後は自爆して死亡する。
ビーナス
第6世界を支配する新しき神で、自らの美貌と自身が造り上げた都市「大都会」の美しさを誇る女神。優美な外見とは裏腹に、見た目が美しい者のみを愛し、醜い者や不完全な者は認めない歪んだ価値観を持っており、美しい者だけを大都会に住まわせ、汚い者を街から追放している。最初は主人公らと敵対しなかったが、望まれない結婚式を拒絶したカップルをその場で処刑しようとした際にそれを制止した主人公らと戦い敗北する。対戦前の主人公の仲間が「今のあんたが一番醜いぜ」と彼女に啖呵を切るシーンは、本作屈指の名場面としてファンの中で話題になっている。最強の盾である秘宝「イージスの盾」を所有しており、倒すと手に入る。
オーディン
第8世界を支配する新しき神。角の生えた初老の男性であり、自身が治めるバルハラに集う死者の魂を蘇らせる能力を持つ。第8世界で出会う前にパーティが全滅した場合、「いつか自分と戦うこと」を約束させ何度でも復活させてくれる。最強の勇者との戦いで生涯に幕を引くことを望んでおり、バルハラに辿り着いた主人公らと対戦。戦闘ではスレイプニルと2羽のオーディンがらすを伴う。最後は主人公らに敗北し、自身の生涯に満足して息を引き取る。最強の剣である秘宝「マサムネ」を所有しており、倒すと手に入る。全滅せずオーディンと一度も会わない状態で彼の所まで辿り着いた場合、約束についての会話がなく、そのまま戦闘になる。戦闘勝利の際、彼を最後に撃破すると強力な武器「グングニルの槍」が手に入る事がある。なお、主人公たちが一度も全滅しなかった場合は戦いの前の会話が一切なく、唐突に戦闘が始まり、戦闘が終わるとあっさりと物語から退場する。

### その他の人物
ははおや（母親）
主人公の母親。父親を探しに旅に出たいと願う主人公に理解を示し、快く送り出す。気丈な性格。
ラムフォリンクス
最初のダンジョンの出口にて襲い掛かってくる一番初めのボスキャラクター。NPC「せんせい」の「とかす」で瞬殺されてしまうが、そのセリフ回し等から印象深いキャラクターとして有名。
父親に似た男
最初に訪れた街で見かける、後ろ姿が主人公の父親によく似た男。しかしその顔は父親とは似ても似つかない。古き神々の遺跡にあるという秘宝の噂を聞きつけ、遺跡を探している。
ジョニー
第3世界に住む男性。昔は巨人だったと言う噂だが、それを指摘されると機嫌を悪くする。
やまのかみ（山の神）
第4世界の山の洞窟で歌っていると言われている伝説の存在(実際はロボット)。ボスレベルが高く設定されていることから、エスパーが仲間にいた場合、高レベルの特殊能力を得ることができる（DS版でも同様）。
ガーディアン
第5世界を拠点とし、秘宝や世界の研究、新しき神などから秘宝を守ることを仕事にしている組織の構成員たち。基本的に男性が多いが、ガーディアンの秘密基地では女性の構成員もいる。拠点は主人公達が訪れた際、敵に発見され攻撃を受ける事になる。
オリビア
第6世界のビーナスの大都会に住む女性。恋人であるアントニーと引き離された。
アントニー
第6世界に住むオリビアの恋人。熱病で足が不自由になり、醜さを嫌うビーナスによって都市から追放された。主人公達を尾行して火山内部まで赴き、主人公達が見つけた秘宝をビーナスに立ち向かうために奪って足が不自由にもかかわらず走り去っていく。オリビアとユリウスの結婚式の最中、オリビアの名前を叫んで登場する。
ユリウス
ビーナスによってオリビアの結婚相手に選ばれた男性。オリビアに思いを寄せているが、無理矢理結婚させられることについて、内心ではアントニーに申し訳なく思っていた。悪魔系モンスターの姿。女性にもてるらしくエンディングでも確認できる。
でんぱち（伝八）
第7世界の大江戸に住む、お玉の父の代からの子分。亀系モンスターの姿。お玉との会話からすると「よしわら」にも行っているらしい。
おぶぎょうさま（お奉行様）
大江戸の奉行所にいる。悪徳な商売をする越後屋を良くは思っていない様子だが、証拠がないために裁くことができずにいる。
てんちゅうぐみ（天誅組）
大江戸にいる。旗本の次男坊で権力を盾に町で暴虐を行う。戦闘では侍系モンスターの姿で登場するが、バズーカや44マグナムなどの銃器を武器として用いる。山の神戦同様、初回の戦闘でエスパーが高レベルの特殊能力を覚える場合がある。
えちごや（越後屋）
城下町に店(有用だがこの時点では非常に高額なアイテムが並ぶ)を構える悪徳商人。後述する将軍に賄賂を渡し、アヘンの密輸を営む。最終的に主人公たちと対決するが、そのときはフィールド上とは異なる軍人系モンスターの姿で登場する。まれに彼がドロップする「悪のそろばん」はレアアイテムとして有名。
しょうぐん（将軍）
大御所の息子。第7世界の大江戸を支配する将軍だが、町人の間で頭に異常があると噂され、その実態は父親の傀儡である。主人公たちとの戦いに敗れた際、父親に消去された。
しゃちほこ（鯱）
大御所の待つ城の屋根の左右に飾られているしゃちほこの像。話しかけると戦闘になり、お金も入らないが、何回でも戦えるため、コアなユーザーの間では「しゃちほこ道場」と呼ばれている。
おおごしょ（大御所）
将軍の父親。息子らなどに秘宝を集めさせ新しい神となろうとする大江戸の真の支配者。息子である将軍すら、そのための道具としてしか見ていない。主人公たちに敗れた将軍を役立たずと見なし、消去する。
アポロンのしもべ
アポロンに従えている怪鳥。第9世界にいる。秘宝を狙いに来たアポロンが主人公と勝負させる際に呼び出される。全属性の全体攻撃を放つ。
デスマシーン
第9世界のダンジョンに潜み最後の秘宝を守っている武装マシーン。ミサイルを始めとした強力な兵器を数多く搭載しているほか、稀に「核爆弾」を放ってくる。
ぼうえいシステム（最終防衛システム）
本作のラストボス。中央神殿から延びる非常階段の奥にある、世界の「最下層」を守る戦闘兵器。2体存在するが1体は女神が引き受けてくれるので、主人公たちはもう1体を女神抜きで戦うことになる。4門の「砲台」や「メガスマッシュ」に加え、中央部のシャッターを開いて放つ最終攻撃「スターバスター」を備える。女神が引き受けた1体は女神1人に破壊されるが、DS版では運命の糸をゲーム中一回でも使っていると逆に女神を取り込んで真の最終形態となる。
はにわ（埴輪）
世界の「最下層」のエリアに登場するレアモンスター。ラストボスをも凌ぐ強さを誇るが、倒すと「しちしとう」と呼ばれる最強の武器を手に入れる場合がある。使用回数が7回（メカが装備すると3回）と少ないが、「ちから」を最大まで上げていると10000を超えるダメージを叩き出す事もある。

## 音楽
当初は植松伸夫が『ファイナルファンタジーIV』と並行して本作の作曲も行う予定だったが、予定を変更し、当時スクウェアに入社したばかりの伊藤賢治が本作の楽曲の半数を制作することとなった。
伊藤は幼少時からピアノを習ってきたものの、打ち込みの経験がなかったため、入社してからの数か月間は機材をそろえながらコンピュータによる作曲について勉強した。
植松は楽曲制作にあたり、ファイナルファンタジーシリーズとの差別化を意識していた。
また、植松は伊藤に対し「ゲームボーイだからと甘く見て音楽を作ってはいけない。その世界がお前の世界だ」というアドバイスを寄せており、伊藤は2015年のファミ通とのインタビューの中でこの言葉が心に残ったと述べている。
伊藤が本作において最初に作った曲は『安らぎの大地』であり、「当時は曲をループさせることに慣れていなかったため、長い曲になってしまったと」と2018年のファミ通とのインタビューの中で振り返っている。
メモリの容量に制約があったことから、河津は曲目と使用場面を想定したうえで植松と伊藤に楽曲の発注を行った。
一方、シリーズで多用されるテンポの速い楽曲では音を切るための休符のデータも入れる必要があることから容量が倍になってしまい、当時大容量と言われた2メガビットのロムカセットでもぎりぎり入るほどだった。このため、第7世界の登場人物であるおたまのテーマなど、容量不足で使用されなかった楽曲も存在する。
河津はだれがどの曲を作曲したのかということを聞かされていなかったものの、出来上がった曲を聞いて植松らしくない曲がなかったことが印象的だったと2018年のファミ通とのインタビューの中で振り返っている。

### 曲目一覧
曲名（使用される主な場面）
1. 伝説は始まる♯（タイトル画面）
2. 秘宝を求めて♯（フィールド）
3. 必殺の一撃♭（通常バトル）
4. Eat the meat♯（バトル勝利）
5. 安らぎの大地♭（故郷の街など）
6. 勇者のテーマ♭（ガーディアン秘密基地）
7. 天の柱♯（天の柱・天界）
8. 闇の狭間で♭（ダンジョン）
9. さまよえる魂♯（バルハラ宮殿）
10. 新しき神のテーマ♭（アポロン登場時）
11. あっ!!♯（アシュラの基地脱出・最終決戦前など）
12. 死闘の果てに♭（ボス戦）
13. 秘宝の謎♯（カイの体内・女神登場時）
14. Never give up♭（アシュラの基地・光の洞窟・ドラゴンレース）
15. 涙を拭いて♯（父親のパーティ離脱後）
16. 燃える血潮♯（非常階段）
17. Save the world♯（最終バトル）
18. エンディングテーマ1♭（スタッフロール）
19. エンディングテーマ2♭（エピローグ）

♯印…作・編曲：植松伸夫
♭印…作・編曲：伊藤賢治
なお、ゲームに収録されているものとは順番が異なる。

## スタッフ
- プログラム 
  - バイオス、バトルシーン画面表示：岡部直樹
  - メイン、バトル：穴澤友樹
- マップデータ：田中弘道
- バトルデータ：河津秋敏
- カルトグラフィー：井上敏行
- グラフィック 
  - 背景、バトルアニメ：中田浩美
  - キャラクター：伊藤博美
- 音楽ルーチン：安達景太郎
- 音楽：植松伸夫、伊藤賢治 [3]
- プレイテスト：井上信行、スクウェアズ
- ストーリー、ディレクター：河津秋敏
- イメージイラスト：藤岡勝利

## 評価
- ゲーム誌『ファミコン通信』の「クロスレビュー」では、8・9・9・7の合計33点でゴールド殿堂入りを獲得している[18][13]。レビュアーの意見としては、「中盤から意表をつくイベントが連続して、なかなか力が入っている」、「テンポがよくてストーリーが進む」、「どこでもセーブできるのもうれしい」、「画面の処理やサウンドはファミコンなみかそれ以上」などと評されている[18]。
- ゲーム誌『ファミリーコンピュータMagazine』の読者投票による「ゲーム通信簿」での評価は以下の通りとなっており、24.83点（満30点）となっている[1]。また、同雑誌1991年5月24日号特別付録の「ゲームボーイ オールカタログ」では、「美しいグラフィックで描かれている敵キャラたちも、前作以上に豊富に、そして個性的になったぞ。特にボスキャラの数が増え、ゲームを盛り上げてくれる。戦闘をする楽しさも一段とアップした」と紹介されている[1]。

| 項目 | キャラクタ | 音楽 | 操作性 | 熱中度 | お買得度 | オリジナリティ | 総合  |
| 得点 | 4.22       | 4.21 | 4.14   | 4.40   | 3.90     | 3.96           | 24.83 |

## 関連書籍
ゲームボーイ版、いずれもNTT出版より刊行。
- 『Sa・Ga2秘宝伝説 基礎データ編』（1990年12月14日初版）
  - 通常版 ISBN 4-87188-099-0
  - +サントラCD ISBN 4-87188-098-2
- 『Sa・Ga2秘宝伝説 完全クリア編』（1991年2月28日初版） ISBN 4-87188-100-8